# Lueng Daneun
Lueng Daneun is een bestuurslaag in het regentschap Bireuen van de provincie Atjeh, Indonesië. Lueng Daneun telt 934 inwoners (volkstelling 2010).